# Placówka Straży Granicznej I linii „Gierałtowice”
Placówka Straży Granicznej I linii „Gierałtowice” – jednostka organizacyjna Straży Granicznej pełniąca służbę ochronną na granicy polsko-niemieckiej w okresie międzywojennym.

## Geneza
Początek działalności Straży Celnej na Śląsku datuje się na dzień 15 czerwca 1922 roku. W tym dniu polscy strażnicy celni w zielonych mundurach i rogatywkach wkroczyli  na ziemia  przyznane Polsce. W nocy z 16 na 19 czerwca 1922 roku Straż Celna przejęła ochronę granicy polsko niemieckiej na Śląsku. W ramach Inspektoratu Straży Celnej „Rybnik” zorganizowany został komisariat Straży Celnej „Knurów”. Placówka Straży Celnej „Gierałtowice” weszła w jego skład. Kierownikiem placówki został przodownik Franciszek Bagniewski, a potem strażnik Jan Wiatr. W lutym 1925 roku zlikwidowano placówkę „Gierałtowice”.

## Formowanie i zmiany organizacyjne
Rozporządzeniem Prezydenta Rzeczypospolitej Polskiej Ignacego Mościckiego z 22 marca 1928 roku, do ochrony północnej, zachodniej i południowej granicy państwa, a w szczególności do ich ochrony celnej, powoływano z dniem 2 kwietnia 1928 roku  Straż Graniczną.
Rozkazem nr 10 z 5 listopada 1929 roku w sprawie reorganizacji Śląskiego Inspektoratu Okręgowego komendant Straży Granicznej płk Jan Jur-Gorzechowski powołał komisariat Straży Granicznej „Knurów”, przydzielił go do Inspektoratu Granicznego nr 15 „Królewska Huta”, określił jego numer i strukturę.
Rozkazem nr 2 z 24 sierpnia 1933 roku w sprawach zmian etatowych, przydziałów oraz utworzenia placówek, Komendant Straży Granicznej płk Jan Jur-Gorzechowski nakazał utworzyć placówkę I linii „Gierałtowice”.

## Kierownicy/dowódcy placówki
| stopień            | imię i nazwisko | okres pełnienia służby   | kolejne stanowisko               |
| ------------------ | --------------- | ------------------------ | -------------------------------- |
| starszy strażnik   | Jan Mendyka     | 1 VIII 1933 – 15 IX 1933 |                                  |
| starszy przodownik | Adam Marciniak  | 15 IX 1933 – 25 I 1934   | kierownik placówki „Przyszowice” |
| starszy strażnik   | Jan Mendyka     | 25 I 1934 –              |                                  |
| starszy przodownik | Teofil Sikora   | 15 IV 1935 – 9 XI 1935   |                                  |
| przodownik         | Jan Wierzbicki  | 2 XI 1935 –              |                                  |